# Thằn lằn bóng Yakka
Thằn lằn bóng Yakka (Danh pháp khoa học: Egernia rugosa, De Vis, 1888) là một loài thằn lằn bóng trong chi Egernia. Đây là loài động vật bò sát có nguy cơ tuyệt chủng cao nhất tại Australia và đang được bảo tồn quyết liệt.

## Đặc điểm
Chúng có chiều dài từ mũi tới đuôi là 40 cm, thằn lằn Yakka là một trong những loài thằn lằn lớn nhất ở Queensland. Da của chúng có nhiều màu từ xanh xám và nâu sẫm. Điểm đặc trưng của chúng là một vệt màu nâu sẫm trải dài từ cổ xuống đuôi. Vết màu nâu sẫm trên lưng là điểm đặc trưng của loài thằn lằn Yakka. Chúng dành phần lớn thời gian trong ngày để ẩn nấp dưới những tảng đá và hốc cây.

## Bảo tồn
Ở Úc từng có sự kiện một tòa án ở Australia ra lệnh đình chỉ một dự án than quy mô lớn, có trị giá tới hơn 10 tỷ USD để bảo vệ môi trường sống của loài động vật bò sát hiếm này. Bộ Môi trường Australia đã cho phép Adani, một công ty Ấn Độ, thực hiện dự án khai thác than ở lưu vực Galilee thuộc bang Queensland để xuất khẩu sang Ấn Độ. Trị giá dự án lên tới 12 tỷ USD.
Nhưng Tòa án Liên bang Australia yêu cầu Adani ngừng dự án khai thác than có trị giá tới 12 tỷ USD ở lưu vực Galilee thuộc bang Queensland để bảo vệ thằn lằn Yakka. Tòa án Liên bang Australia cho rằng Bộ trưởng Môi trường phê chuẩn dự án khai thác than của công ty Adani do không hiểu những tác động của dự án đối với sinh cảnh của loài bò sát nguy cấp. 